# François Martroye
François Martroye, né le 31 août 1852 à Ixelles et mort à Paris 6e le 8 septembre 1933, est un historien et avocat franco-belge.

## Biographie
Fils de Louis François Xavier Martroye et de Françoise Élisabeth Clémence Vanden Plas, son épouse, François Xavier Auguste Martroye naît à Ixelles en 1852.
Après avoir poussé ses études de droit jusqu'au doctorat, il est inscrit comme avocat à la Cour d'appel de Paris. Il se consacre cependant rapidement à l'érudition. Il fait de fréquents voyages à Rome et s'intéresse à l'histoire du Bas-Empire, et plus particulièrement à celle de l'Afrique du Nord, autour des figures de Genséric et de Saint Augustin.
Il a également été vice-président de la Société des antiquaires de France, dans les Mémoires de laquelle il écrivit de nombreux articles.
François Martroye meurt à Paris en 1933. Il est inhumé quatre jours plus tard au cimetière du Père-Lachaise (division 82).

## Publications
- L'Occident à l'époque byzantine : Goths et Vandales, 1904  (lire en ligne).
- Une tentative de révolution sociale en Afrique : donatistes et circoncellions, 1904
- Genséric : La Conquête vandale en Afrique et la destruction de l'Empire d'Occident, 1907
- Saint Augustin et le droit d'héritage des églises et des monastères, étude sur les origines du droit des communautés religieuses à la succession des clercs et des moines, 1909
- De la date d'une entrée solennelle de Justinien, 1910
- Saint Augustin et la compétence de la juridiction ecclésiastique au Ve siècle, 1911
- La Répression du donatisme et la politique religieuse de Constantin et de ses successeurs en Afrique, 1914
- L'Asile et la législation impériale du IVe au VIe siècle, 1919
- Procédure dans les actions en revendication d'objets volés à propos de l'épître 153 de saint Augustin, 1919
- Le Testament de saint Grégoire de Nazianze, 1924
- Notice sur la vie, la carrière et les œuvres du général de division Legrand-Girarde, 1926
- La Monnaie d'or et les payements dans les caisses publiques à l'époque constantinienne, 1928
- Les Patronages d'agriculteurs et de vici aux IVe siècle et Ve siècle de notre ère, 1928
- La Répression de la magie et le culte des Gentils au IVe siècle, 1930